# Pringle Stokes
Pringle Stokes (Surrey, Inglaterra, 23 de abril de 1793-Puerto del Hambre, Chile, 12 de agosto de 1828) fue un oficial de la Armada Británica, del cual se tienen pocos antecedentes. Su importancia se debe al gran trabajo que realizó como comandante del HMS Beagle, entre los años 1826 y 1828, en que participó como integrante de la escuadrilla que bajo el mando del comandante Phillip Parker King efectuó trabajos de levantamiento hidrográfico en la parte meridional de la América del Sur.

## Primeros años y carrera naval
No se han encontrado antecedentes de su nacimiento ni de sus familiares. De lo que sí se está seguro es que perteneció a la Marina Real Británica en la que alcanzó el grado de comandante y que por sus conocimientos en hidrografía se le otorgó el mando del HMS Beagle en el año 1825, buque que integró junto al HMS Adventure la escuadrilla que bajo el mando del capitán de navío Phillip Parker King efectuó el levantamiento de la costa meridional de América del Sur entre los años 1826 y 1836.
Su jefe directo, el comandante King, lo calificó como un oficial activo, inteligente y lleno de energía, que falleció en la flor de la vida.

## Expedición a las costas meridionales de América

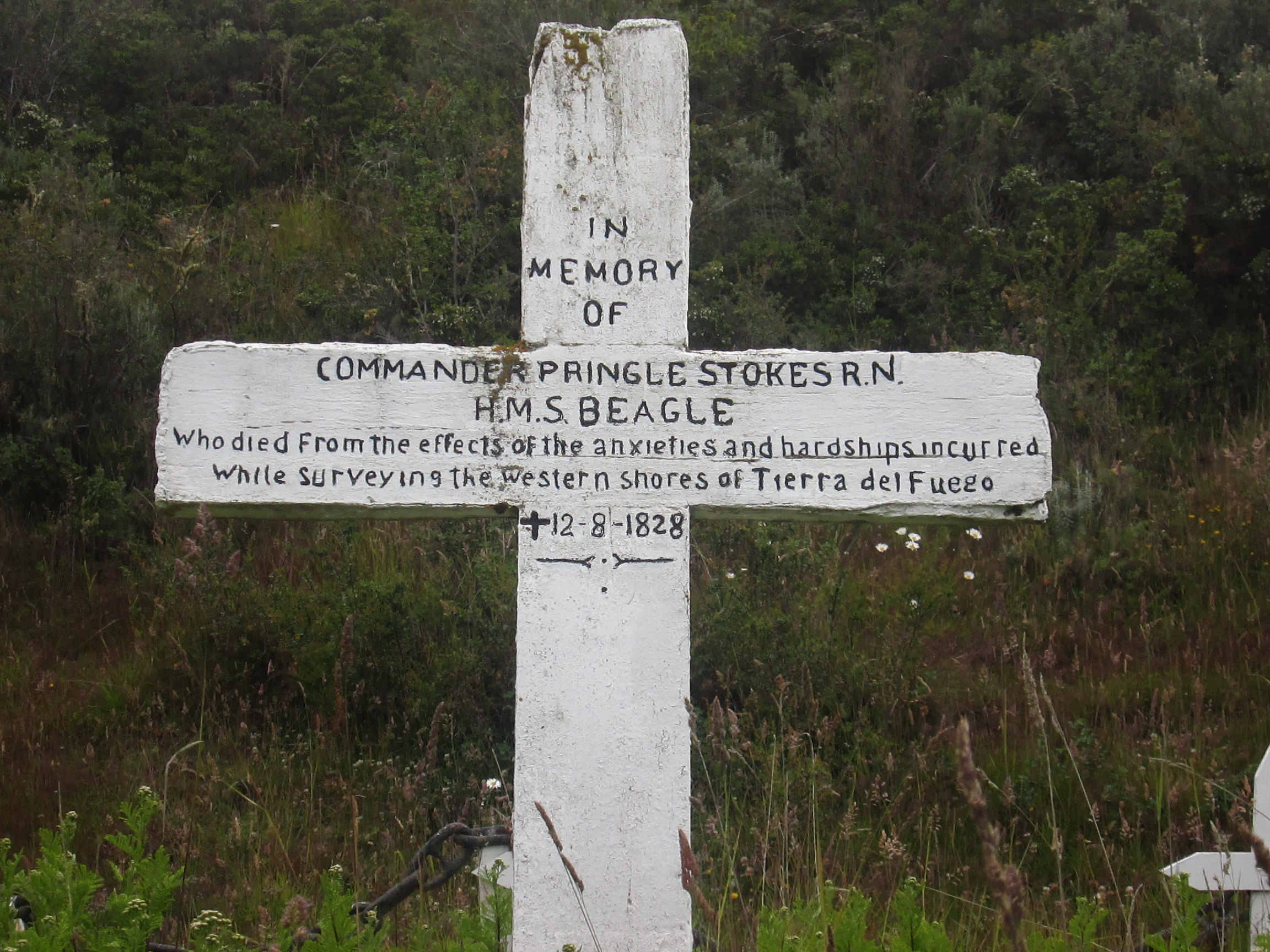
Tumba de Pringle Stokes, ubicada en las cercanías de Puerto del Hambre, Chile.

En 1825 el Almirantazgo británico dispuso alistar dos naves para inspeccionar las costas meridionales de América. En mayo de 1826 el HMS Adventure y el HMS Beagle estuvieron listos para cumplir la comisión.
El HMS Adventure fue puesto bajo el mando del Comandante Phillip Parker King quién además tenía el cargo de Comandante en Jefe de la expedición.
El HMS Beagle era un velero pequeño de 235 toneladas, 27,5 metros de eslora, 7,5 metros de manga, aparejado como una barca, poseía seis cañones y una dotación de 63 hombres. Su comandante era Pringle Stokes.
Las naves zarparon de Plymouth el 22 de mayo de 1826. arribando a Río de Janeiro el 10 de agosto del mismo año. El 2 de octubre continuaron hacia el Río de la Plata. El 19 de noviembre zarparon hacia el sur arribando a la entrada del estrecho de Magallanes el 20 de diciembre de 1826. En los primeros días de enero de 1827 fondearon en puerto del Hambre, lugar que Parker King escogió como puerto base de la expedición.

### Testimonios - Rescate tripulación lobero Prince of Saxe Cobourg
El 15 de enero de 1827 Stokes zarpó desde puerto del Hambre para efectuar el levantamiento de la entrada occidental del estrecho de Magallanes. En su viaje hacia el oeste, en puerto Gallant, en el monte De la Cruz, encontró los restos de dos monumentos conmemorativos dejados allí por el navegante español don Antonio de Córdova y posteriormente por el navegante francés De Bougainville. En esta comisión levantó la costa del sector de puerto Misericordia, bahía Tamar y el sector de los islotes Evangelistas. En su viaje de regreso a puerto del Hambre, en abril de 1827 efectuó el rescate de la tripulación del lobero Prince of Saxe Cobourg que se encontraba varado en bahía Furia.

### Levantamiento costa atlántica
Entre enero y abril de 1828 levantó la costa atlántica entre puerto Deseado y el cabo Vírgenes. Efectuó el levantamiento casi completo de Río Gallegos.

### Levantamiento sector Golfo de Penas
De abril a agosto de 1828 levantó la zona del golfo de Penas, puerto Henry y cabo Tres Puntas, la entrada del golfo Trinidad, puerto Santa Bárbara en el extremo norte de isla Campana, Regresó a fines de julio a puerto del Hambre muy enfermo y con la moral muy baja, angustiado por las privaciones y peligros que había tenido que sufrir su tripulación.

### Suicidio
El 1 de agosto de 1828 se disparó un tiro en la cabeza, falleciendo el 12 del mismo mes en la mañana. Sus restos fueron sepultados en el cementerio que los ingleses habían construido en puerto del Hambre, con los honores debidos a su rango, donde posteriormente se colocó una lápida en su memoria.

## Legado
Dejó un importante legado que contribuyó a facilitar la navegación segura por esos inhóspitos parajes. Este se materializó en la excelente cartografía de la zona meridional de América que posteriormente editó la Marina Real Británica.